# Wassili

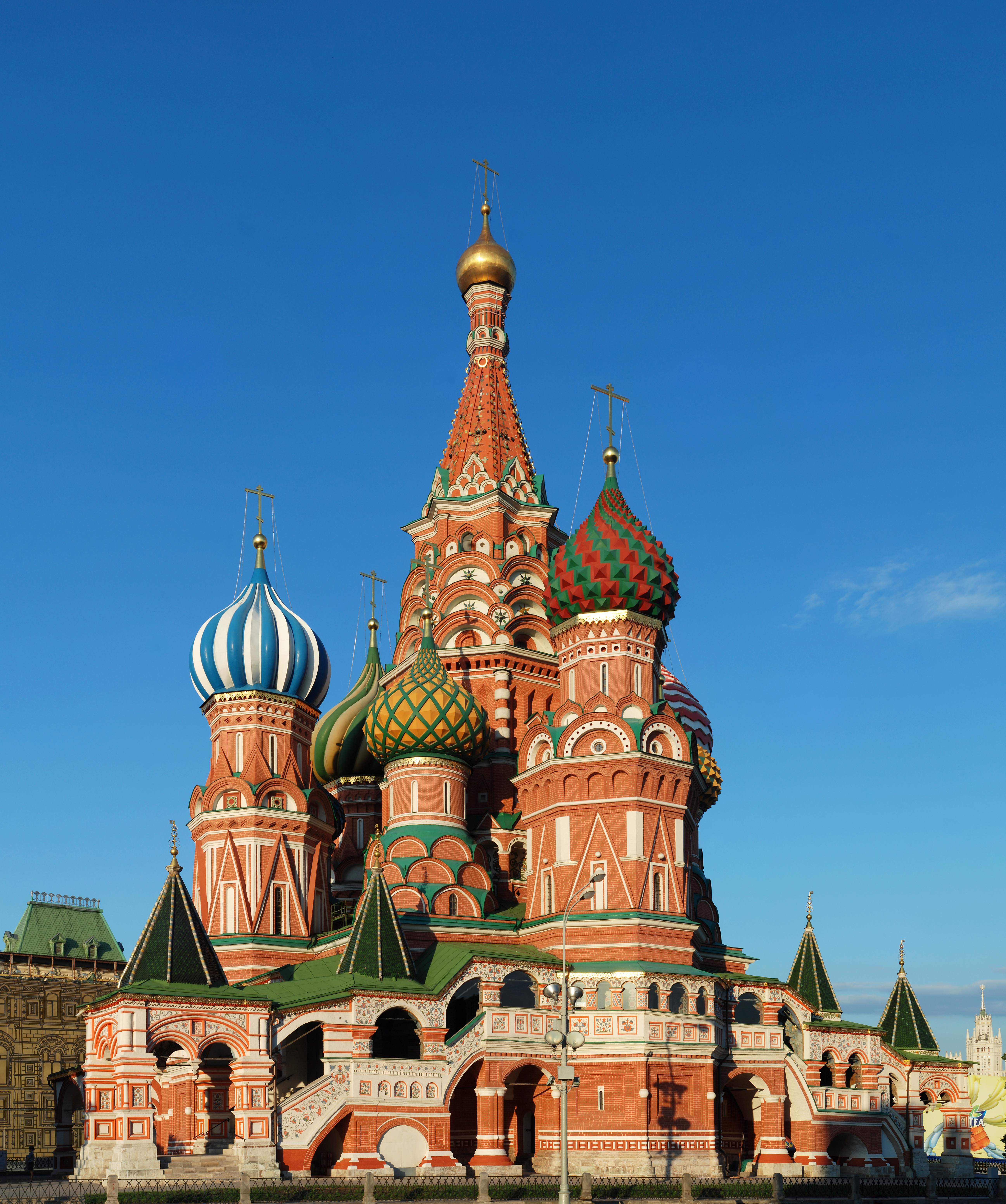
Basilius-Kathedrale in Moskau

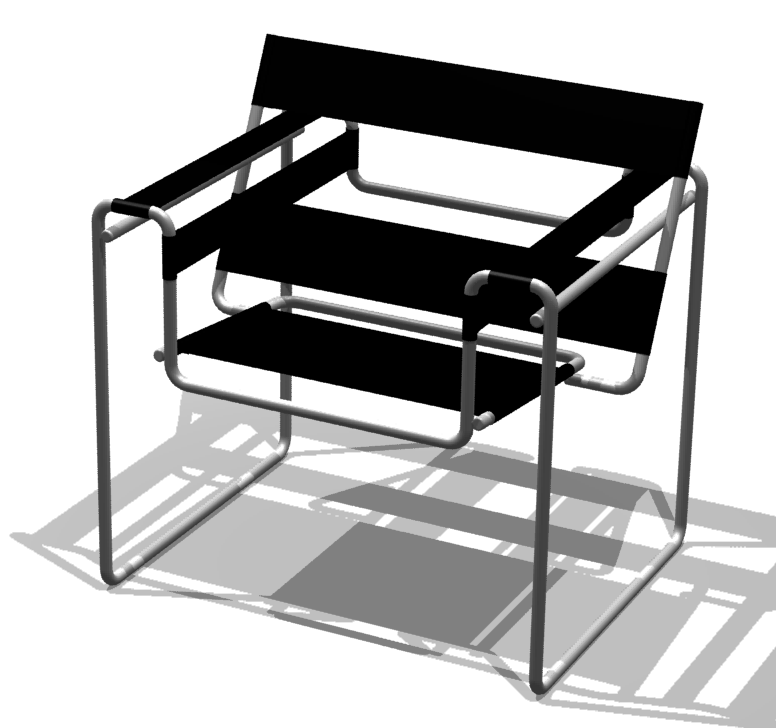
Stuhl B3 – bekannt auch als „Wassily-Stuhl“

Wassili (russisch Василий) ist ein russischer männlicher Vorname.

## Herkunft und Bedeutung
Den Namen Wassili trugen auch eine Reihe von russischen Fürsten. Das erklärt sich aus dem griechischen Ursprung des Namens (Βασιλεύς), der dort König bedeutet. In der Ukraine und in Bulgarien lautet der Name in der Landessprache verkürzt Wassil. Die lateinische, im Deutschen vor allem als Mönchsname vorkommende Form des Namens ist Basilius; eine englische und arabische Form ist Basil.

## Varianten
Bazyli, Vasil, Vasile, Vasilij, Vasilije, Vaso, Vassili, Vaszoly, Wasja, Wassili, Wassily, Wassilios, Wassylky, Wassilij

## Bekannte Namensträger (Auswahl)
- Wassili Jaroslawitsch, russischer Großfürst
- Wassili I., russischer Großfürst
- Wassili II., russischer Großfürst
- Wassili III., russischer Großfürst
- Wassili IV., russischer Großfürst
- Wassili der Selige (1468–1552), russischer Heiliger
- Wassili Wladimirowitsch Beresuzki (* 1982), russischer Fußballspieler
- Wassilios Fthenakis (* 1937), deutsch-griechischer Entwicklungspsychologe und Anthropologe
- Wassily Kandinsky (1866–1944), russischer Maler, Graphiker und Kunsttheoretiker
- Wassili Wiktorowitsch Papin (* 1988), russischer Schachspieler
- Wassili Wassiljewitsch Rosanow (1856–1919), russischer Philosoph
- Wassili Grigorjewitsch Saizew (1915–1991), sowjetischer Scharfschütze im Zweiten Weltkrieg